# Krent

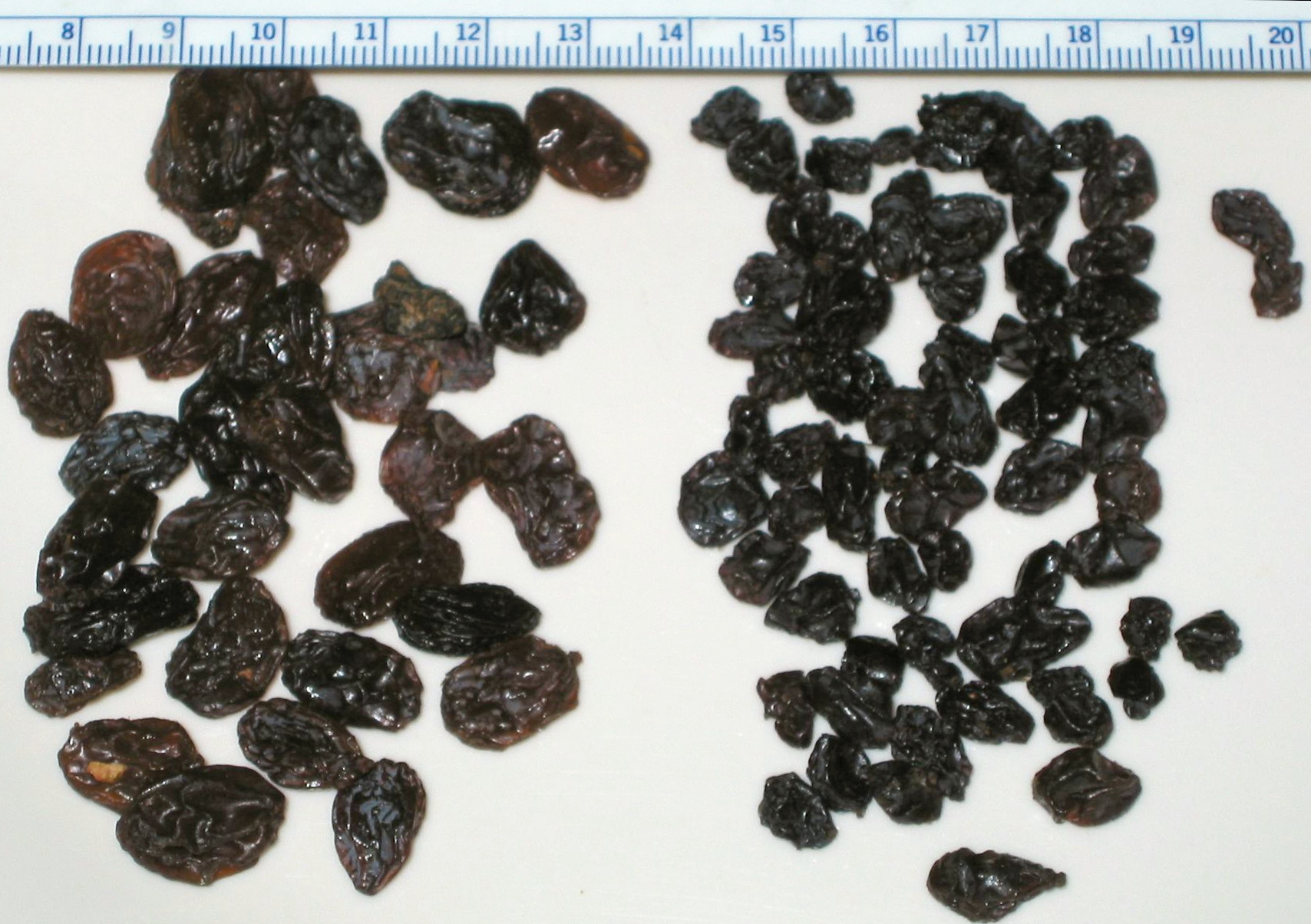
links: rozijnen / rechts: krenten

Een krent is een gedroogde, pitloze druif van een druivenras dat zeer kleine vruchten geeft, de Vitis vinifera 'Korinthiaka'. De vergelijkbare sultaninerozijn wordt gemaakt van Vitis vinifera 'Apyrena'.
De naam is afkomstig van het Franse woord raisin de Corinthe, wat weer afkomstig is van de Griekse stad Korinthe. De naam is dus een geoniem. Krenten zijn in Europa te vinden in Griekenland en op Sicilië.
De kleur van een krent varieert van bruinachtig tot diep donkerblauw. Hoe donkerder de kleur des te zoeter de krenten zijn. Krenten lijken veel op rozijnen en worden daar nog al eens mee verward. Rozijnen zijn daarentegen afkomstig van andere druivenrassen met grotere vruchten. Het werkwoord "krenten" wordt gebruikt voor een uitdunningsmethode van druiventrossen.
De vruchten van het krentenboompje werden vroeger ook als krenten gebruikt. De verse vruchten worden veel door vogels gegeten, maar het zijn juist de verdorde exemplaren die blijven hangen die zoet naar de echte krenten smaken.

## Krent in de taal
- Een gierig persoon wordt ook wel krent of krenterig persoon genoemd; synoniem krentenkakker of vrek.
- "Op je krent zitten" is een informele manier om te zeggen: "Op je bips zitten".
- "Iemand op zijn krent zetten": hem de les lezen.
- "De krenten uit de pap vissen" wil zeggen: "alleen het aangename deel van het werk doen".
- "Op zijn luie krent zitten": niets doen, luieren.